# Wereldbeker veldrijden 2002-2003
De wereldbeker veldrijden 2002-2003 was het tiende seizoen van deze wedstrijdenserie in het veldrijden. De competitie ging van start op 24 november en eindigde op 16 februari. De wereldbeker telde dit jaar 5 veldritten. Winnaar werd de Belg Bart Wellens.
De wereldbeker bestond uit de volgende categorieën:
- Mannen elite: 23 jaar en ouder
- Vrouwen elite: 17 jaar en ouder

## Mannen elite

### Kalender en podia
| Datum      | Locatie     | Eerste              | Tweede              | Derde        | Leider in het klassement |
| ---------- | ----------- | ------------------- | ------------------- | ------------ | ------------------------ |
| 24/11/2002 | Frankfurt   | Bart Wellens        | Mario De Clercq     | Sven Nys     | Bart Wellens             |
| 22/12/2002 | Kalmthout   | Richard Groenendaal | Mario De Clercq     | Ben Berden   | ??                       |
| 05/01/2003 | Liévin      | Sven Nys            | Richard Groenendaal | Bart Wellens | ??                       |
| 19/01/2003 | Wetzikon    | Bart Wellens        | Mario De Clercq     | Ben Berden   | Bart Wellens             |
| 16/02/2003 | Hoogerheide | Sven Nys            | Bart Wellens        | Ben Berden   | Bart Wellens             |

### Eindklassement
| Pos. | Renner              | Punten |
| ---- | ------------------- | ------ |
| 1    | Bart Wellens        | 305    |
| 2    | Sven Nys            | 300    |
| 3    | Mario De Clercq     | 250    |
| 4    | Richard Groenendaal | 232    |
| 5    | Ben Berden          | 215    |
| 6    | Erwin Vervecken     | 168    |
| 7    | Petr Dlask          | 151    |
| 8    | Václav Ježek        | 132    |
| 9    | Sven Vanthourenhout | 132    |
| 10   | John Gadret         | 119    |

### Uitslagen
| #  | Naam                | Tijd     |
| -- | ------------------- | -------- |
| 1  | Bart Wellens        | Onbekend |
| 2  | Mario De Clercq     |          |
| 3  | Sven Nys            |          |
| 4  | Richard Groenendaal |          |
| 5  | Erwin Vervecken     |          |
| 6  | Jirí Pospísil       |          |
| 7  | Tom Vannoppen       |          |
| 8  | Václav Ježek        |          |
| 9  | Sven Vanthourenhout |          |
| 10 | Gerben de Knegt     |          |

| #  | Naam                | Tijd     |
| -- | ------------------- | -------- |
| 1  | Richard Groenendaal | Onbekend |
| 2  | Mario De Clercq     |          |
| 3  | Ben Berden          |          |
| 4  | Bart Wellens        |          |
| 5  | Sven Nys            |          |
| 6  | Sven Vanthourenhout |          |
| 7  | Erwin Vervecken     |          |
| 8  | Gerben de Knegt     |          |
| 9  | Václav Ježek        |          |
| 10 | John Gadret         |          |

| #  | Naam                | Tijd     |
| -- | ------------------- | -------- |
| 1  | Sven Nys            | Onbekend |
| 2  | Richard Groenendaal |          |
| 3  | Bart Wellens        |          |
| 4  | Mario De Clercq     |          |
| 5  | Ben Berden          |          |
| 6  | Tom Vannoppen       |          |
| 7  | John Gadret         |          |
| 8  | Sven Vanthourenhout |          |
| 9  | Petr Dlask          |          |
| 10 | Jirí Pospísil       |          |

| #  | Naam                | Tijd     |
| -- | ------------------- | -------- |
| 1  | Bart Wellens        | Onbekend |
| 2  | Mario De Clercq     |          |
| 3  | Ben Berden          |          |
| 4  | Sven Nys            |          |
| 5  | Erwin Vervecken     |          |
| 6  | Richard Groenendaal |          |
| 7  | Petr Dlask          |          |
| 8  | Christian Heule     |          |
| 9  | Jirí Pospísil       |          |
| 10 | Sven Vanthourenhout |          |

| #  | Naam                | Tijd     |
| -- | ------------------- | -------- |
| 1  | Sven Nys            | Onbekend |
| 2  | Bart Wellens        |          |
| 3  | Ben Berden          |          |
| 4  | Petr Dlask          |          |
| 5  | Erwin Vervecken     |          |
| 6  | Mario De Clercq     |          |
| 7  | Thijs Verhagen      |          |
| 8  | Richard Groenendaal |          |
| 9  | Václav Ježek        |          |
| 10 | Dariusz Gil         |          |

## Vrouwen elite

### Kalender en podia
| Datum      | Locatie     | Eerste               | Tweede             | Derde              | Leidster in het klassement |
| ---------- | ----------- | -------------------- | ------------------ | ------------------ | -------------------------- |
| 24/11/2002 | Frankfurt   | Daphny van den Brand | Hanka Kupfernagel  | Laurence Leboucher | Daphny van den Brand       |
| 22/12/2002 | Kalmthout   | Daphny van den Brand | Laurence Leboucher | Marianne Vos       | Daphny van den Brand       |
| 05/01/2003 | Liévin      | Daphny van den Brand | Laurence Leboucher | Marianne Vos       | Daphny van den Brand       |
| 19/01/2003 | Wetzikon    | Daphny van den Brand | Hanka Kupfernagel  | Laurence Leboucher | Daphny van den Brand       |
| 16/02/2003 | Hoogerheide | Daphny van den Brand | Corine Dorland     | Anja Nobus         | Daphny van den Brand       |

### Eindklassement
| Pos. | Renster              | Punten |
| ---- | -------------------- | ------ |
| 1    | Daphny van den Brand | 360    |
| 2    | Hilde Quintens       | 234    |
| 3    | Anja Nobus           | 207    |
| 4    | Corine Dorland       | 199    |
| 5    | Laurence Leboucher   | 140    |

Kampioenschappen:  Wereldkampioenschappen · 
 Belgische kampioenschappen · 
 Nederlandse kampioenschappen
Klassementen:  Wereldbeker · 
 Superprestige · 
 GvA Trofee · 
 Budvar Cup · 
 Challenge national
1993-1994 · 1994-1995 · 1995-1996 · 1996-1997 · 1997-1998 · 1998-1999 · 1999-2000 · 2000-2001 · 2001-2002 · 2002-2003 · 2003-2004 · 2004-2005 · 2005-2006 · 2006-2007 · 2007-2008 · 2008-2009 · 2009-2010 · 2010-2011 · 2011-2012 · 2012-2013 · 2013-2014 · 2014-2015 · 2015-2016 · 2016-2017 · 2017-2018 · 2018-2019 · 2019-2020 · 2020-2021 · 2021-2022 · 2022-2023 · 2023-2024 · 2024-2025